# 854 Frostia
854 Frostia è un asteroide della fascia principale. Scoperto nel 1916, presenta un'orbita caratterizzata da un semiasse maggiore pari a 2,3683232 au e da un'eccentricità di 0,1738780, inclinata di 6,08714° rispetto all'eclittica.
L'asteroide è dedicato all'astronomo statunitense Edwin Brant Frost. Inizialmente, come altri asteroidi scoperti all'osservatorio di Simeiz durante la prima guerra mondiale, non poté essere comunicato subito all'Istituto Rechen dell'Università di Heidelberg e fu quindi identificato per alcuni anni con una sigla contenente Σ, la lettera sigma dell'alfabeto greco.
Nel 2004 ne è stata scoperta la probabile natura binaria, senza tuttavia assegnare un nome pur provvisorio al satellite. Le due componenti del sistema, distanti tra loro 17 km, avrebbero dimensioni comparabili di circa 6,35 e 4,6 km. Questa configurazione porrebbe il baricentro esternamente a entrambi i corpi che ruoterebbero intorno ad esso in circa 37,7 ore.